# Наводнения в Европе (2013)
Наводнения в Европе начались после нескольких дней проливных дождей в конце мая — начале июня 2013 года.

## Территория затоплений
Затопления и разрушения затронули преимущественно восток и север Германии (Тюрингия, Саксония, Саксония-Анхальт, Нижняя Саксония, Бавария, Бранденбург, Шлезвиг-Гольштейн, Мекленбург-Передняя Померания и Баден-Вюртемберг), Чехию (Богемия) и Австрию (Вена, Зальцбург, Нижняя Австрия, Верхняя Австрия), Польшу (Мазовецкое, Нижнесилезское, Малопольское, Опольское, Свентокшиское, Силезское, Подкарпатское воеводства и Краков), Венгрию. Швейцария, Словакия, Белоруссия подверглись затоплению в меньшей степени. Паводок распространился вниз по течению Эльбы, Дуная и в бассейне их притоков, что привело к высокой воде и затоплению берегов этих рек. Из-за сильных дождей улицы нескольких городов в Наварре (Испания) превратились в бурные потоки. В Хорватии введен режим ЧС. В экстренном режиме к наводнениям были подготовлены Сербия и Румыния. Также подвержены к затоплению юго-восток Бельгии, север Болгарии и Украина (Одесская область, Крым, запад страны).
Сообщается о гибели по меньшей мере 24 человек.